# Wola Sławińska
Wola Sławińska – dawniej wieś, od 1989 peryferyjna część miasta Lublina, leżąca w jego północno-zachodniej części. Rozpościera się w rejonie ulicy Nałęczowskiej.

## Historia
Dawniej samodzielna miejscowość. Od 1867 w gminie Konopnica w powiecie lubelskim. W okresie międzywojennym miejscowość należała do woj. lubelskim. 1 września 1933 utworzono gromadę Wola Sławińska w granicach gminy Konopnica.
Podczas II wojny światowej Wolę Sławińską włączono do Generalnego Gubernatorstwa (dystrykt lubelski), cały czas w gminie Konopnica. W 1943 roku liczba mieszkańców wynosiła 641.
Po II wojnie światowej wojnie Wola Sławińska należała do powiatu lubelskiego w woj. lubelskim jako jedna z 26 gromad gminy Konopnica.
W związku z reorganizacją administracji wiejskiej jesienią 1954, miejscowość weszła w skład nowo utworzonej gromady Wola Sławińska, a po jej zniesieniu 1 stycznia 1960 włączono ją do gromady Dąbrowica]. Ostatczenie gromadę Dąbrowica zniesiono 1 stycznia 1969, a Wolę Sławińską włączono do gromady Konopnica, gdzie przetrwała do końca 1972 roku, czyli do kolejnej reformy gminnej.
1 stycznia 1973 weszła w skład reaktywowanej gminy Konopnica. W latach 1975–1988 miejscowość należała administracyjnie do województwa lubelskiego.
1 stycznia 1989 Wolę Sławińską włączono do Lublina.